# Huntsville, Alabama
Huntsville là một thành phố thuộc tiểu bang Alabama, Hoa Kỳ. Thành phố có diện tích 543,9 km², dân số thời điểm năm là 158.216 người, dân số năm 2010 ước tính là 180.105 người. Thành phố này tọa lạc chủ yếu ở quận Madison. Thành phố này là quận lỵ của quận Madison 6. Thành phố mở rộng về phía tây đến quận Limestone. Dân số của Vùng đô thị Huntsville ước khoảng 406.316 người.